# لا ترينيتيه ديه مون (كيبك)
لا ترينيتيه ديه مون (بالإنجليزية: La Trinité-des-Monts, Quebec)‏ هي بلدية محلية في كيبيك تقع في كندا في Rimouski-Neigette Regional County Municipality. يقدر عدد سكانها بـ 256 نسمة ومساحتها 239.20 كم2 .